# Marion Gout-van Sinderen
Marion Gout-van Sinderen (Utrecht, 26 maart 1954) is een Nederlands bestuurder en voormalig Eerste Kamerlid namens D66.

## Opleiding
Gout-van Sinderen studeerde algemene economie aan de Erasmus Universiteit in Rotterdam, waar zij in 1979 afstudeerde. Zij nam verder in de periode 1985-1986 deel aan de cycle spécial étranger aan de École nationale d'administration (ENA) in Parijs. Tevens volgde zij in de periode 2014-2015 de pensioenopleiding geschiktheidsniveau A en B.

## Carrière
Gout-van Sinderen trad in 1980 in dienst van het ministerie van Economische Zaken, op het directoraat-generaal Buitenlandse Economische Betrekkingen. Zij bekleedde verschillende beleidsfuncties op het gebied van economische relaties met ontwikkelingslanden en nam deel aan internationaal overleg in EU-, OESO- en VN-verband.
Na vijf jaar aan het ministerie verbonden te zijn geweest, volgde Gout-van Sinderen de cycle spécial étranger aan de École nationale d'administration te Parijs. In 1987 kwam zij terug bij Economische Zaken op het directoraat-generaal voor Industrie.
Van 1991 tot en met 1998 werkte Gout-van Sinderen voor het ministerie van Verkeer en Waterstaat als voorzitter van de Strategische Beleidsgroep.
Na Verkeer en Waterstaat trad Gout-van Sinderen in dienst van de provincie Zuid-Holland als directeur en loco-griffier met in haar portefeuille de verantwoordelijkheid voor Strategie, Zorg, Maatschappij en Bestuur. In de periode oktober 1999 tot oktober 2000 was zij tevens waarnemend directeur Centrale Afdelingen w.o. Financiën.
Vanaf 2003 bekleedde Gout-van Sinderen bij het ministerie van Defensie de functie van plaatsvervangend secretaris-generaal. Eind 2006 werd zij bij Defensie benoemd tot commandant van het Commando DienstenCentra (CDC).
Van april 2011 tot juli 2014 was Gout-van Sinderen president-directeur bij ProRail. Sinds juni 2015 is ze bestuursvoorzitter en algemeen directeur bij Medisch Specialisten Noord West (MSNW).
In maart 2018 werd Gout-van Sinderen gemeenteraadslid in de gemeente Wassenaar.
Bij de Eerste Kamerverkiezingen in 2015 stond Gout-van Sinderen op plaats 15 van de kandidatenlijst van D66, wat niet genoeg was om gekozen te worden. Op 12 maart 2019 werd zij alsnog geïnstalleerd als lid van de Eerste Kamer in de vacature, ontstaan na het aftreden van Henriëtte Prast. Ze stond niet op de kandidatenlijst van D66 voor de Eerste Kamerverkiezingen van 27 mei 2019 en op 11 juni 2019 vertrok ze uit de senaat.

## Nevenfuncties
- Voorzitter raad van toezicht Pensioenfonds Vliegend Personeel KLM
- Bestuursvoorzitter Cultuurpodium Boerderij in Zoetermeer

## Privé
Marion Gout-van Sinderen was gehuwd met wijlen econoom en hoogleraar Jarig van Sinderen en is moeder van twee kinderen.
- Parlement.com: vkweb075fkzo